# Golden Bagel Award
Le Golden Bagel Award est un prix décerné aux joueurs du circuit professionnel de tennis masculin (ATP). Il existe depuis 2004 et récompense le joueur ayant infligé le plus de 6-0 sur l'ensemble de la saison.
Il faut cependant participer aux Masters ou être qualifié puis refusé (dans le cas d'un joueur dans le top 8 en fin d'année ou ayant gagné un tournoi du Grand Chelem) afin d'être éligible pour ce prix.
Les matchs de Coupe Davis ainsi que les abandons ne sont pas pris en compte. Le vainqueur est celui qui totalise le plus de 6-0 infligés dans la saison. En cas d'égalité c'est au nombre de 6-1 que les joueurs sont départagés.
C'est le site de l'Association of Tennis Professionals qui fait foi pour le décompte des "Bagels" (Sets remportés : 6-0), des "fries" (Sets remportés 6-1), la source de données permettant de décerner le prix. 

## Records
- Bagels (6-0) infligés en une saison : 18  Roger Federer
- Joueur le plus nommé :  Roger Federer avec 12 nominations (de 2004 à 2015)
- Joueur le plus récompensé :  Novak Djokovic avec 4 Prix
- Joueur ayant reçu le prix consécutivement :  Novak Djokovic (2011-2013)

## Palmares
| Année | Gagnant        | Classement en fin d'année | Bagels |
| 2004  | Roger Federer  | 1                         | 12     |
| 2005  | Rafael Nadal   | 2                         | 11     |
| 2006  | Roger Federer  | 1                         | 18     |
| 2007  | David Ferrer   | 5                         | 7      |
| 2008  | Rafael Nadal   | 1                         | 10     |
| 2009  | Rafael Nadal   | 2                         | 8      |
| 2010  | David Ferrer   | 7                         | 7      |
| 2011  | Novak Djokovic | 1                         | 13     |
| 2012  | Novak Djokovic | 1                         | 9      |
| 2013  | Novak Djokovic | 2                         | 12     |
| 2014  | David Ferrer   | 10                        | 8      |
| 2015  | Novak Djokovic | 1                         | 12     |

## Récapitulatif des classements par année

### 2016
Mis à jour avant le Masters de Shanghai 2016 (sont pris en compte les 8 premiers joueurs à la Race)
| Place | Joueur             | Bagels (6-0) | Fries (6-1) | Bagels encaissés |
| 1     | Andy Murray        | 6            | 18          | 0                |
| 2     | Rafael Nadal       | 6            | 14          | 0                |
| 3     | Gaël Monfils       | 4            | 10          | 2                |
| 4     | Dominic Thiem      | 4            | 8           | 0                |
| 5     | Novak Djokovic     | 2            | 17          | 1                |
| 6     | Kei Nishikori      | 2            | 9           | 0                |
| 7     | Milos Raonic       | 1            | 9           | 2                |
| 8     | Stanislas Wawrinka | 0            | 15          | 0                |

### 2015
| Place | Joueur             | Bagels (6-0) | Fries (6-1) | Bagels encaissés |
| 1     | Novak Djokovic     | 12           | 31          | 0                |
| 2     | David Ferrer       | 7            | 16          | 0                |
| 3     | Andy Murray        | 6            | 20          | 2                |
| 4     | Tomáš Berdych      | 6            | 15          | 3                |
| 5     | Rafael Nadal       | 5            | 18          | 1                |
| 6     | Roger Federer      | 3            | 18          | 0                |
| 7     | Kei Nishikori      | 1            | 15          | 1                |
| 8     | Stanislas Wawrinka | 1            | 4           | 2                |

### 2014
| Place | Joueur             | Bagels (6-0) | Fries (6-1) | Bagels encaissés |
| 1     | David Ferrer       | 8            | 15          | 2                |
| 2     | Novak Djokovic     | 7            | 21          | 0                |
| 3     | Rafael Nadal       | 7            | 20          | 0                |
| 4     | Andy Murray        | 6            | 19          | 0                |
| 5     | Stanislas Wawrinka | 5            | 6           | 1                |
| 6     | Marin Čilić        | 4            | 6           | 2                |
| 7     | Kei Nishikori      | 3            | 14          | 0                |
| 8     | Roger Federer      | 2            | 18          | 0                |
| 9     | Milos Raonic       | 1            | 8           | 0                |
| 10    | Tomáš Berdych      | 0            | 14          | 2                |

- Bien que 10e au classement ATP après le Masters de Paris-Bercy 2014, David Ferrer fut qualifié pour le Masters 2014 en raison de la blessure de Milos Raonic à la cuisse après avoir joué son 2e match.

- Bien que 9e au classement ATP après le Masters de Paris-Bercy 2014, Marin Čilić fut qualifié d'office en tant que vainqueur de Grand Chelem. Milos Raonic a obtenu la qualification en raison de forfait du Rafael Nadal opéré de l'appendicite.

### 2013
| Place | Joueur                | Bagels (6-0) | Fries (6-1) | Bagels encaissés |
| 1     | Novak Djokovic        | 12           | 18          | 0                |
| 2     | Rafael Nadal          | 9            | 16          | 0                |
| 3     | David Ferrer          | 7            | 28          | 1                |
| 4     | Roger Federer         | 5            | 11          | 0                |
| 5     | Tomáš Berdych         | 4            | 12          | 0                |
| 6     | Richard Gasquet       | 3            | 13          | 0                |
| 7     | Juan Martín del Potro | 2            | 8           | 0                |
| 8     | Stanislas Wawrinka    | 0            | 15          | 0                |
| 9     | Andy Murray           | 0            | 12          | 0                |

- Bien que 9e au classement ATP après le Masters de Paris-Bercy 2013, Richard Gasquet fut qualifié pour les Masters 2013 en raison du forfait d'Andy Murray opéré au dos.

### 2012
| Place | Joueur                | Bagels (6-0) | Fries (6-1) | Bagels encaissés |
| 1     | Novak Djokovic        | 9            | 31          | 1                |
| 2     | David Ferrer          | 9            | 14          | 2                |
| 3     | Rafael Nadal          | 6            | 15          | 0                |
| 4     | Andy Murray           | 5            | 21          | 0                |
| 5     | Roger Federer         | 4            | 13          | 0                |
| 6     | Tomáš Berdych         | 3            | 19          | 1                |
| 7     | Juan Martín del Potro | 3            | 14          | 1                |
| 8     | Janko Tipsarević      | 2            | 10          | 1                |
| 9     | Jo-Wilfried Tsonga    | 1            | 11          | 0                |

- Bien que 9e au classement ATP après le Masters de Paris-Bercy 2012, Janko Tipsarević fut qualifié pour les Masters 2012 en raison de la blessure de Rafael Nadal aux genoux, l'ayant fait renoncer à tous les tournois depuis les JO.

### 2011
| Place | Joueur             | Bagels (6-0) | Fries (6-1) | Bagels encaissés |
| 1     | Novak Djokovic     | 13           | 23          | 1                |
| 2     | Janko Tipsarević   | 10           | 11          | 2                |
| 3     | Tomáš Berdych      | 9            | 14          | 1                |
| 4     | Andy Murray        | 7            | 17          | 0                |
| 5     | Rafael Nadal       | 6            | 24          | 2                |
| 6     | David Ferrer       | 4            | 20          | 1                |
| 7     | Roger Federer      | 3            | 12          | 0                |
| 8     | Mardy Fish         | 3            | 11          | 0                |
| 9     | Jo-Wilfried Tsonga | 2            | 6           | 0                |

- Bien que 9e au classement ATP après le Masters de Paris-Bercy 2011, Janko Tipsarević fut qualifié pour les Masters 2011 en raison de la blessure d'Andy Murray à l'aine après avoir joué son 1er match.

### 2010
| Place | Joueur          | Bagels (6-0) | Fries (6-1) | Bagels encaissés |
| 1     | David Ferrer    | 7            | 14          | -                |
| 2     | Robin Söderling | 7            | 14          | -                |
| 3     | Tomáš Berdych   | 5            | 19          | -                |
| 4     | Rafael Nadal    | 5            | 13          | -                |
| 5     | Roger Federer   | 4            | 13          | -                |
| 6     | Andy Murray     | 2            | 12          | -                |
| 7     | Novak Djokovic  | 1            | 23          | -                |
| 8     | Andy Roddick    | 0            | 8           | -                |

- Bien qu'habituellement non comptabilisé, David Ferrer ayant infligé un Bagel supplémentaire en Coupe Davis 2010, il est déclaré vainqueur.

### 2009
| Place | Joueur                | Bagels (6-0) | Fries (6-1) | Bagels encaissés |
| 1     | Rafael Nadal          | 8            | 14          | -                |
| 2     | Fernando Verdasco     | 7            | 20          | -                |
| 3     | Novak Djokovic        | 6            | 20          | -                |
| 4     | Robin Söderling       | 5            | 21          | -                |
| 5     | Andy Murray           | 4            | 17          | -                |
| 6     | Roger Federer         | 4            | 14          | -                |
| 7     | Nikolay Davydenko     | 3            | 12          | -                |
| 8     | Andy Roddick          | 2            | 10          | -                |
| 9     | Juan Martín del Potro | 1            | 12          | -                |

- Bien que 9e au classement ATP après le Masters de Paris-Bercy 2009, Robin Söderling fut qualifié pour les Masters 2009 en raison de la blessure d'Andy Roddick à la jambe gauche qui déclare forfait une semaine avant le tournoi.

### 2008
| Place | Joueur                | Bagels (6-0) | Fries (6-1) | Bagels encaissés |
| 1     | Rafael Nadal          | 10           | 29          | -                |
| 2     | Andy Murray           | 9            | 11          | -                |
| 3     | Novak Djokovic        | 8            | 17          | -                |
| 4     | Roger Federer         | 6            | 14          | -                |
| 5     | Juan Martín del Potro | 5            | 16          | -                |
| 6     | Radek Štěpánek        | 3            | 15          | -                |
| 7     | Nikolay Davydenko     | 3            | 14          | -                |
| 8     | Jo-Wilfried Tsonga    | 2            | 2           | -                |
| 9     | Gilles Simon          | 1            | 13          | -                |
| 10    | Andy Roddick          | 1            | 8           | -                |

- Bien que 9e au classement ATP après le Masters de Paris-Bercy 2008, Gilles Simon fut qualifié pour les Masters 2008 ; Rafael Nadal ayant renoncé au tournoi afin de se préparer pour la finale de la Coupe Davis 2008. Ce dernier y renoncera définitivement le 10 novembre en raison d'une blessure aux genoux.

- Après que les 16 joueurs placés avant lui aient refusé l'invitation aux Masters 2008, Radek Štěpánek fut invité en tant que 1er remplaçant. Il devint titulaire après qu'Andy Roddick se soit blessé à la cheville lors d'une session d'entrainement après la 1re rencontre.

### 2007
| Place | Joueur            | Bagels (6-0) | Fries (6-1) | Bagels encaissés |
| 1     | David Ferrer      | 7            | 18          | -                |
| 2     | Novak Djokovic    | 6            | 21          | -                |
| 3     | Roger Federer     | 6            | 14          | -                |
| 4     | Richard Gasquet   | 6            | 12          | -                |
| 5     | Nikolay Davydenko | 5            | 13          | -                |
| 6     | Rafael Nadal      | 4            | 25          | -                |
| 7     | Andy Roddick      | 2            | 8           | -                |
| 8     | Fernando González | 1            | 8           | -                |

### 2006
| Place | Joueur            | Bagels (6-0) | Fries (6-1) | Bagels encaissés |
| 1     | Roger Federer     | 18           | -           | -                |
| 2     | Nikolay Davydenko | 13           | -           | -                |
| 3     | David Nalbandian  | 6            | -           | -                |
| 4     | James Blake       | 5            | -           | -                |
| 5     | Andy Roddick      | 4            | -           | -                |
| 6     | Rafael Nadal      | 2            | -           | -                |
| 6     | Ivan Ljubičić     | 2            | -           | -                |
| 8     | Tommy Robredo     | 1            | -           | -                |

### 2005
| Place | Joueur             | Bagels (6-0) | Fries (6-1) | Bagels encaissés |
| 1     | Rafael Nadal       | 8            | -           | -                |
| 2     | David Nalbandian   | 7            | -           | -                |
| 3     | Gastón Gaudio      | 6            | -           | -                |
| 4     | James Blake        | 5            | -           | -                |
| 5     | Nikolay Davydenko  | 5            | -           | -                |
| 6     | Andre Agassi       | 4            | -           | -                |
| 7     | Ivan Ljubičić      | 3            | -           | -                |
| 7     | Lleyton Hewitt     | 3            | -           | -                |
| 9     | Mariano Puerta     | 2            | -           | -                |
| 9     | Andy Roddick       | 2            | -           | -                |
| 11    | Roger Federer      | 1            | -           | -                |
| 11    | Fernando González1 | 1            | -           | -                |

Cette édition est marquée par de nombreux forfaits.

Tout d'abord, avant le début de la compétition, Lleyton Hewitt no 4, déclare sa non-participation ; sa femme devant accoucher dans les prochains jours. Il est remplacé par Gastón Gaudio alors no 9.

Puis Andy Roddick no 3 souffrant du dos est remplacé par David Nalbandian alors no 11 car Marat Safin no 10 est en arrêt depuis août pour une opération du dos (en tant que vainqueur d'un tournoi du Grand Chelem dans l'année, il était qualifié d'office au détriment du no 8). 

Ensuite, avant son premier match, Rafael Nadal no 2 déclare forfait pour une blessure au pied. Il est remplacé par Mariano Puerta no 12.
Enfin Andre Agassi no 5 se retire du Masters 2005, blessé à la cheville lors de son premier match. C'est alors Fernando González no 13 qui le remplace.

### 2004
| Place | Joueur          | Bagels (6-0) | Fries (6-1) | Bagels encaissés |
| 1     | Roger Federer   | 12           | -           | -                |
| 2     | Guillermo Coria | 7            | -           | -                |
| 3     | Gastón Gaudio   | 4            | -           | -                |
| 3     | Tim Henman      | 4            | -           | -                |
| 5     | Lleyton Hewitt  | 3            | -           | -                |
| 5     | Andy Roddick    | 3            | -           | -                |
| 5     | Carlos Moyà     | 3            | -           | -                |
| 5     | Marat Safin     | 3            | -           | -                |

- Bien que 10e au classement ATP après le Masters de Paris-Bercy 2004, Gastón Gaudio fut qualifié d'office en tant que vainqueur de Grand Chelem.